# Teorema de Frege

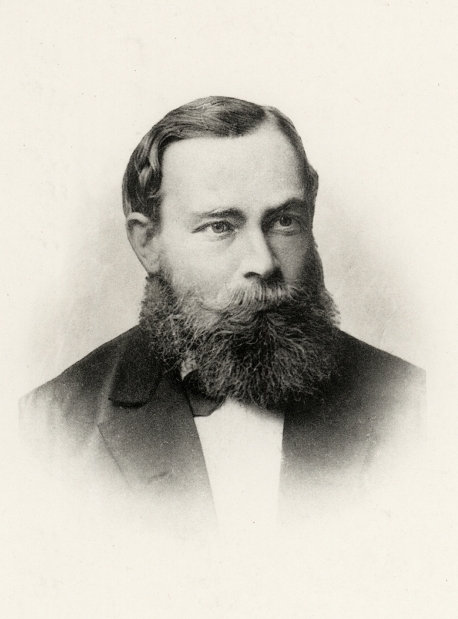
Gottlob Frege (1848-1925).

En matemáticas, el teorema de Frege es un teorema que establece que los axiomas de Peano de la aritmética pueden ser derivados en lógica de segundo orden a partir del principio de Hume. Fue demostrado informalmente por Gottlob Frege en su Die Grundlagen der Arithmetik (Fundamentos de Aritmética), publicado en 1884, y luego demostrado formalmente en su Grundgesetze der Arithmetik (Reglas básicas de aritmética), publicado en dos volúmenes, en 1893 y 1903.
El teorema fue re-descubierto por Crispin Wright a comienzos de 1980. En el ámbito de la filosofía de la matemática se conoce como neo-logicismo.

## Teorema de Frege en la lógica proposicional
En lógica proposicional, los teoremas de Frege se refieren a esta tautología:
{\displaystyle (P\to (Q\to R))\to ((P\to Q)\to (P\to R))}